# Eterno agosto
Eterno agosto (с англ. — «Вечный август») — дебютный студийный альбом испанского певца Альваро Солер, выпущенный в 2015 году.

## История
Альбом стал дебютным для певца Альваро Солер, который в 2014 году покинул группу Urban Lights и начал сольную карьеру. В апреле 2015 году он выпустил сингл «El mismo sol» («То же солнце»), который стал летним хитом года. В июне этого года Альваро выпустил альбом «Eterno agosto» только в Италии и Швейцарии, а затем к концу лета во Франции и осенью в Испании.

## Список композиций
| №   | Название                                          | Длительность |
| --- | ------------------------------------------------- | ------------ |
| 1.  | «"El mismo sol" рус. То же солнце»                | 2:59         |
| 2.  | «"Tengo un sentimiento" рус. У меня есть чувство» | 3:04         |
| 3.  | «"Agosto" рус. Август»                            | 2:59         |
| 4.  | «"Mi corazón" рус. Моё сердце»                    | 3:11         |
| 5.  | «Volar рус. Летать»                               | 3:01         |
| 6.  | «"Esta noche" ("Эта ночь")»                       | 2:49         |
| 7.  | «"Esperándote" ("Жду тебя")»                      | 3:18         |
| 8.  | «"Lucía" ("Люсия")»                               | 3:28         |
| 9.  | «"La vida seguirà" ("Жизнь продолжается")»        | 2:47         |
| 10. | «"Si no te tengo a ti" ("Если у меня нет тебя")»  | 2:56         |
| 11. | «"Que pasa" ("Что происходит")»                   | 3:12         |
| 12. | «"Cuando volverás" ("Когда ты вернёшься")»        | 3:18         |
| 13. | «"El camino" ("Дорога")»                          | 3:07         |